# Amin Benslama
Amin Benslama, né le 13 mai 2003, est un joueur international français de futsal.
En 2021, Amin Benslama est le premier joueur formé au Pôle France à devenir international A et à rejoindre l'Espagne, où il devient professionnel.

## Biographie

### Formé en Belgique
D’origine algérienne, Amin Benslama naît à Lomme, dans le Nord de la France. Il traverse la frontière belge et se forme au football  à Mouscron[Lequel ?] puis au FC Bruges avant de revenir à Mouscron. Dès ses treize ans, il est vu comme un espoir et suivi par plusieurs clubs européens.
Amin commence sa carrière professionnelle dans le club belge d'Halle Gooik en 2017, équipe pour laquelle il joue deux saisons,. Il rejoint ensuite les My Cars Roselies pour deux nouvelles années,.

### Professionnel en Espagne
À l'été 2021, Amin Benslama devient le premier international français à venir jouer en Espagne,. L'international U19 français de 18 ans rejoint le Jimbee Cartagena, où il signe son premier contrat professionnel, après un essai en mars précédent.
En janvier 2023, après une demi-saison, dix matchs en Liga dont deux dans le cinq de départ et un but marqué, il est prêté à l'Aspil Jumpers Ribera Navarra, où il termine la campagne en première division espagnole,,.
De retour au Jimbee pour la saison 2023-2024, Amin Benslama connaît quatre entrées en jeu. Lors du mercato hivernal, Il est prêté à l'Inagroup El Ejido Futsal, en deuxième division, jusqu'à la fin de saison. Il quitte le club en fin d'exercice, sans avoir réussi à obtenir la montée dans l'élite espagnole.
Amin reste alors en D2 espagnole et rejoint l'Unión África Ceutí, avec qui il marque notamment contre son club précédent en octobre 2024 (3-3).

### En équipe nationale
Benslama voit ses qualités précoces lui valoir de nombreuses convocations en équipe de France des moins de 17 ans et en équipe des moins de 19 ans, avant de passer en équipe seniors. En août 2021, Amin compte 17 convocations avec l'équipe de France U19 pour deux buts et quinze passes décisives.
En septembre 2021, Amin est de la première liste en équipe de France A de Raphaël Reynaud, déjà connu en U19. Benslama est le premier joueur formé au Pôle France, crée en 2018 à Lyon, à intégrer la sélection A,. Il connaît ses deux premières capes contre la Norvège en amical,.
Début 2022, il doit déclarer forfait avec les U19 pour la Futsal Week Winter Cup en Croatie. Il prend ensuite part au Tour Principal des éliminatoires de l'Euro U19 Futsal 2022 et les Bleuets qualifient pour la première fois la France à ce tournoi. Lors de la phase finale en septembre, il marque lors de la défaite contre le Portugal (2-1), puis offre une passe décisive avant d'être exclu à 1-0 contre la Pologne. La défaite 2-3 élimine les Bleuets.
Lors du Tour principal des éliminatoires à la Coupe du monde 2024, en mars 2023, Bensalma égalise en Norvège (victoire 1-3). Il est ensuite à l’origine de l'ouverture du score pour la première victoire française de l'histoire en Serbie (0-2). Celle-ci permet à la France de terminer première de son groupe et accéder au tour Élite, dernière étape de qualification. Le mois suivant, il marque lors de la défaite contre la Croatie lors d'un tournoi au Maroc (5-4).
De retour avec les U21 début juin 2023, il marque lors du second sacre en amical en Serbie (1-2). Il enchaîne avec la sélection A et une tournée au Paraguay, contre qui il sauve l'honneur à la dernière minute (défaite 3-1), le centième but de la sélection sous Reynaud en août 2021.
Retenu pour la préparation de la Coupe du monde 2024, Benslama est présent dans le groupe pour la phase finale, mais en tant que suppléant,. Pour leur premier mondial, les Bleus passent tour après tour et terminent quatrième.

## Style de jeu
En décembre 2023, qualifié pour la premier Coupe du monde de futsal de l'histoire de la France, le sélectionneur Raphaël Reynaud décrit ses joueurs et Amin comme suit : « Sa première qualité de futsaleur, c’est l’inspiration. C’est un malin. Il a développé de solides qualités athlétiques notamment sur l’aspect défensif. Il est capable de faire tout ce qu’on attend d’un défenseur en Équipe de France avec le projet de jeu qui est le nôtre c’est-à-dire agresser, arracher, presser, développer des contre-transitions ».
Rejoignant El Ejido en janvier 2024, il est décrit comme un ailier droit habile, doté d'une grande capacité défensive.

## Statistiques
| Saison                | Club                     | Championnat           | Championnat | Championnat | Coupe(s) nationale(s) | Coupe(s) nationale(s) | France | France | Total | Total |
| Saison                | Club                     | Division              | M.          | B.          | M.                    | B.                    | M.     | B.     | M.    | B.    |
| 2021-2022             | Jimbee Cartagena         | D1                    | 3           | -           | -                     | -                     | -      | -      | 3     | 0     |
| 2022-0000             | Jimbee Cartagena         | D1                    | 16          | 1           | -                     | -                     | -      | -      | 16    | 1     |
| 0000-2023             | Ribera Navarra FS (prêt) | D1                    | 13          | -           | -                     | -                     | -      | -      | 13    | 0     |
| 2023-0000             | Jimbee Cartagena         | D1                    | 12          | -           | -                     | -                     | -      | -      | 12    | 0     |
| 0000-2024             | El Ejido Futsal (prêt)   | D2                    | 14          | -           | -                     | -                     | -      | -      | 14    | 0     |
| 2024-2025             | SDU África Ceutí         | D2                    | 11          | 3           | -                     | -                     | -      | -      | 11    | 3     |
| Total sur la carrière | Total sur la carrière    | Total sur la carrière | 69          | 5           | -                     | -                     | 28     | 3      | 97    | 8     |